# 牛盾
牛盾（1955年1月—），甘肃天水人，出生于新疆五家渠，中華人民共和國官員。曾任農業部副部長、常驻联合国粮农机构代表。

## 生平
1974年5月参加工作，1976年6月加入中国共产党。1982年从北京农业大学土壤农化系毕业后留校任职，历任校团委书记、党委宣传部部长、研究生院管理处处长、党委副书记。
1992年，调入农业部，历任人事劳动司副司长、农业机械化管理司司长、科技教育司司长、国际合作司司长等职。2004年7月，升任农业部副部长。
2015年3月，接替夏敬源任常驻联合国粮农机构代表。2020年12月，卸任职务。